# Sado

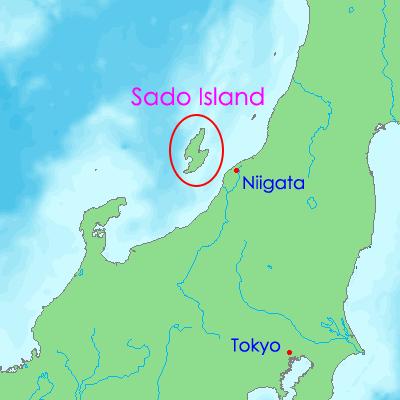
Sados läge i Japanska havet.

Sado (japanska: 佐渡?, Sado), eller Sadogashima (japanska: 佐渡島?) är en japansk ö i Japanska havet. Den tillhör Niigata prefektur och är landets sjätte största med en yta på 854,76 km²..

## Historia

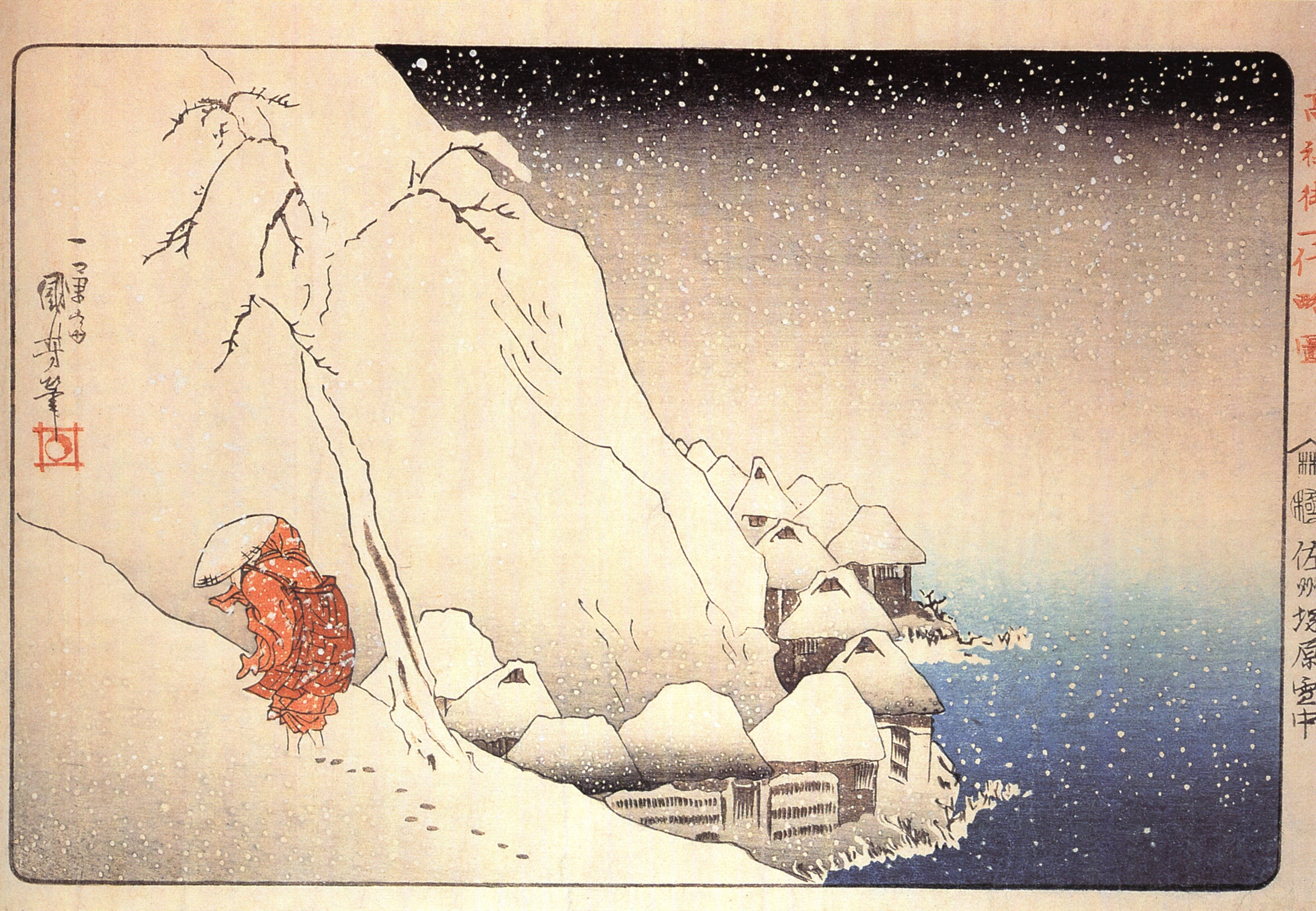
Nichiren i exil på Sado. 1800-talsmålning av Utagawa Kuniyoshi.

Enligt äldre japanska källor beboddes ön ursprungligen av mishihasefolk. Någon gång på 700-talet kom den under japansk kontroll.
Under lång tid användes Sado som förvisningsplats för brottslingar och regimkritiker i Japan. Bland de kända historiska figurer som suttit förvisade på ön finns poeten Hozumi no Asomi Oyu (förvisad 722 för kritik mot kejsaren), kejsare Juntoku (förvisad 1221 efter Jōkyū-kriget och begravd på ön), buddhistmunken Nichiren (förvisad 1274 men benådad tre år senare) och nodramatikern Zeami Motokiyo (förvisad 1434). Ön användes som förvisningsplats ända in på 1700-talet, alltså under nästan 1000 år.
1601 hittades guld i Aikawa på Sado och Tokugawashogunatet öppnade en guldgruva som bemannades med straffarbetare och tvångskommenderad arbetskraft från städerna. Gruvan stängdes 1989.
Fram till 1876 utgjorde ön en egen provins (1871–1876 som Aikawa prefektur, dessförinnan som provinsen Sado). 

## Geografi

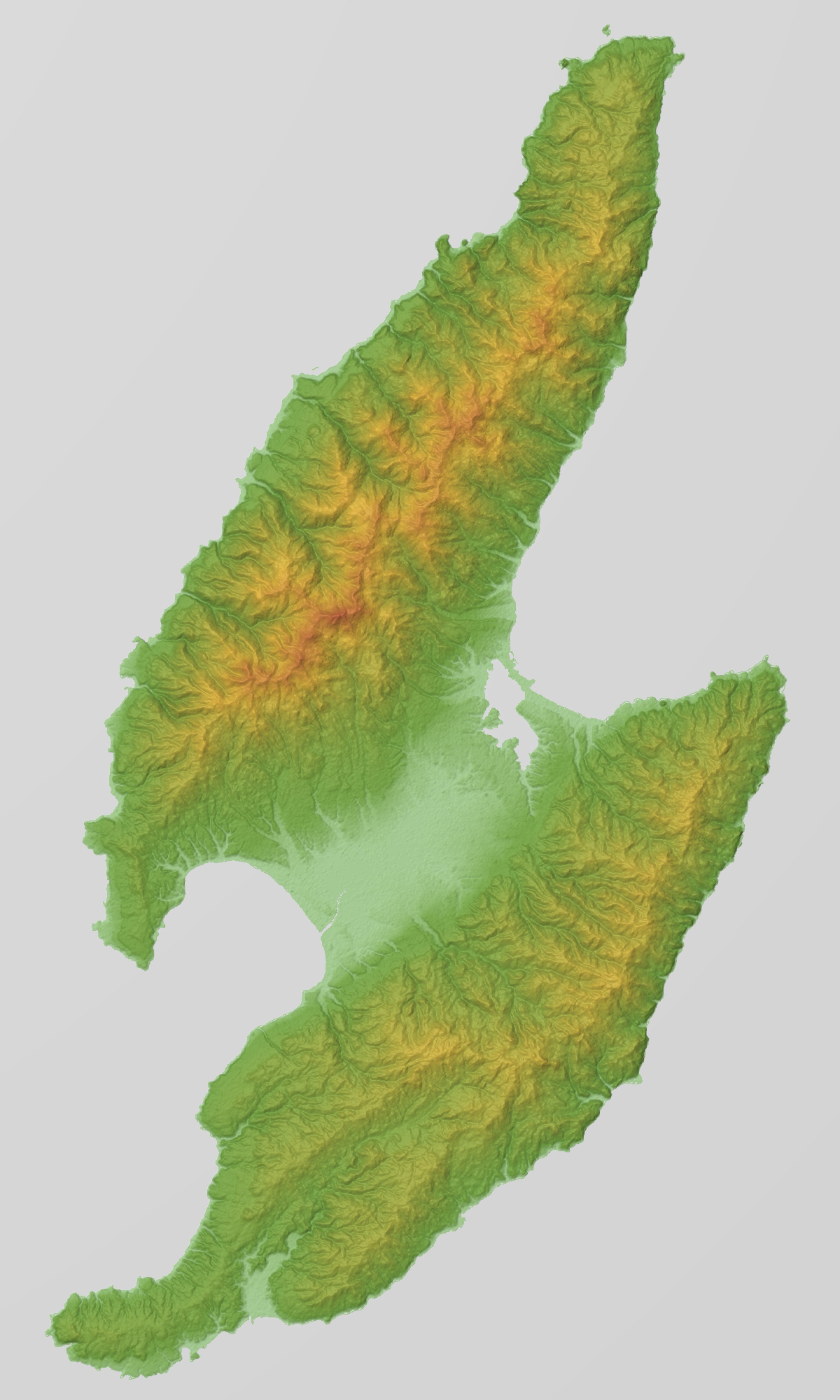
Reliefkarta över Sado

Ön Sado består av två parallella bergskedjor (Ōsado och Kosado) med lågland emellan. Den högsta punkten är Kinpoku i Ōsado, 1 172 m ö.h.. Låglandet gränsar till två skyddade vikar, en på vardera sidan.
Sedan 2004 tillhör hela ön administrativt till staden Sado (japanska: 佐渡市?, Sado-shi).